# Celso Piña
Celso Piña Arvizu (Monterrey; 6 de abril de 1953-ibídem. 21 de agosto de 2019) fue un cantante, compositor y acordeonista mexicano de música de distintos géneros.
Fue pionero y uno de los principales exponentes en la composición e interpretación de música colombiana como cumbia colombiana y vallenato en su ciudad natal y su posterior expansión al norte de México y el sur de los Estados Unidos. También protagonista de la posterior fusión de dichos ritmos colombianos con sonidos tropicales y géneros populares de México como la música norteña y el sonidero y otros como el ska, el reggae, el rap y el hip-hop, entre otros.

## Biografía
Fue el primogénito de una familia de nueve hijos, sus padres se llamaban Tita Arvizu e Isaac Piña. Diversos integrantes de su familia interpretaron instrumentos musicales. El nombre de Celso fue elegido por su abuelo.
Durante su niñez y juventud tuvo diferentes empleos como empleado en una tortillería, pintor, ayudante en talleres, instalador de alfombras, entre otros. Por entonces escuchó a grupos como The Beatles y The Rolling Stones y música norteña como la de Los Alegres de Terán y Antonio Tanguma.
A mediados de los años 80, en las zonas del Cerro de la Campana y el Cerro de Loma Larga, se vivía un movimiento de cumbia callera, una cultura urbana basada en la reunión de jóvenes para la escucha de ritmos colombianos como la cumbia y el vallenato, popularizados por la realización de bailes de cintas, es decir, bailes públicos con música grabada en casetes y discos de vinilo. Algunas de estas canciones comenzaron a ser reproducidas a un tiempo más lento —luego de un accidente en una fiesta— dando como resultado la variante local llamada cumbia rebajada. Tal fusión de ritmos y la estética de lo chicano y lo cholo originaría años después la subcultura urbana cholombiana.
Celso Piña inició sus primeros pasos en la música interpretando música tropical en el grupo de Ramón "El Gordo" Morales, Los Jarax. Los ritmos y las canciones que interpretaba este grupo no lo convencieron. En esta agrupación tocó las maracas, aunque su deseo era tocar el acordeón.
Dada la popularidad que se vivía en La Campana por los ritmos colombianos y la rebajada, Celso Piña deseaba tocar otro estilo musical. Escuchó por un amigo de la Colonia Independencia y por los bailes de cintas a artistas colombianos como Aníbal Velásquez Hurtado y Alfredo Gutiérrez y Los Corraleros de Majagual. En 1980 recibió de su padre su primer acordeón, remendado por éste, lo que le permitió introducirse de lleno en la interpretación de música colombiana con largas horas de ensayo y esfuerzo. Celso Piña fue un autodidacta del acordeón puesto que no asistió a ninguna escuela de música, y solo con base en tocar y ensayar una y otra vez fue que formó su propio estilo. Para esta zona, donde vivió mucho tiempo, Celso compondría una cumbia llamada Mi Colonia Independencia. Un segundo acordeón fue comprado por su padre y modificado por este mismo para que Celso obtuviera el sonido deseado. Su padre también fabricó de manera artesanal los instrumentos colombianos como la caja colombiana.

### Inicios
El músico comentó con sus padres el dejar su empleo como ayudante de intendencia en el Hospital Infantil de Monterrey para dedicarse de lleno a la música, a lo que su madre se opuso. Al dejar su empleo permanente entró de lleno a la cumbia colombiana formando con sus hermanos en 1975 su propia agrupación llamada Ronda Bogotá con el en la voz y el acordeón, su hermano Enrique en el bajo, su hermana Juana en los coros y tocando las tumbas.  Piña marcaría una diferencia interpretando música original basada en los estándares clásicos de la cumbia y el vallenato. El género no tuvo una recepción inicial positiva en la escena musical de Monterrey, al ser más popular otros ritmos como la música tropical y el norteño. Celso y la Ronda Bogotá se empeñaron en tocar su estilo musical para dar una alternativa local a los ritmos existentes.

"Oye Celso, ¿qué haces tocando esa música? ¡Toca lo nuestro!".
Y yo les decía: "Lo que pasa es que aquí lo nuestro cualquiera lo toca y esta música no la toca nadie. Muéstrame alguien que agarre un instrumento y toque esa música en vivo"
"No pues no hay nadie"
"Entonces yo lo voy a hacer"
Celso Piña

Tras consultar con distintas compañías discográficas sin éxito, La Ronda Bogotá conoció a Felipe "Indio" Jiménez, director artístico de Discos Peerless, quien aceptó lanzar su primer disco, Si mañana, en 1983 que incluyó su primer éxito La manda. De sus primeros inicios destacan varias cumbias como La cumbia de la paz, El tren, Como el viento y su muy afamada versión de La piragua (José Barros). En esa época, las presentaciones de la Ronda Bogotá llegaron a ser vetadas y discriminadas.

"Y así estuve batallando, (decían) 'Celso acarrea puro mariguano, lesbiana, que puro malandro'. Digo, 'pérate', yo no me iba a poner en la puerta a decir: '¿a ver tú qué eres?, ¿eres chico bien?, pásale'".
Celso Piña

En los siguientes discos de la Ronda Bogotá, las disqueras comenzaron a destacar a Celso Piña de manera individual, publicando los discos como Ronda Bogotá de Celso Piña y finalmente Celso Piña y su Ronda Bogotá. La decisión agradó a sus hermanos, pero desagradaría a algunos otros integrantes que pensaban se apropiaba con ello de la agrupación, aunque en lo sucesivo la agrupación quedó con el nombre artístico de Celso Piña y su Ronda Bogotá.
A finales de los años 90 Celso Piña ya era el representante más famoso del movimiento de la cumbia colombiana en Monterrey. La fama de Piña y la ronda provocó que se formaran más agrupaciones de música colombiana, incluso formadas por exintegrantes de la Ronda Bogotá como La Tropa Colombiana. Dichos grupos saturarían la escena de Monterrey y el norte de México y provocarían a Celso Piña y la Ronda Bogotá en la segunda mitad de los años 90 una suerte de estancamiento artístico.

### Barrio bravoy el salto a la fama internacional
Con el advenimiento del movimiento musical llamado Avanzada regia y la popularidad de grupos como Control Machete y El Gran Silencio, así como el surgimiento de más grupos de música colombiana y el estancamiento de Piña en Monterrey, este decidió renovarse y fusionar aún más sus ritmos clásicos de cumbia mediante la relación con grupos más apegados al rock, al ska y al hip hop.
El resultado de esta interacción fue la grabación en 2001 de Barrio Bravo, un disco producido por el integrante de Control Machete Toy Selectah por invitación del bajista de El Gran Silencio, Julián Villarreal y que plasmaría radicalmente el estilo de fusión en la obra de Celso Piña con influencias del reggae, la música electrónica, el dubstep y el sonidero así como la colaboración de figuras del rock en México como Rubén Albarrán de Café Tacvba, Blanquito Man de King Changó, Gabriel Bronsman "El queso" de Resorte, Poncho Figueroa de Santa Sabina y El Gran Silencio así como de la música norteña como Lupe Esparza de Grupo Bronco. El disco trajo su lanzamiento definitivo a la fama en México y en el entorno musical de Latinoamérica y de este surgieron sus mayores éxitos Cumbia poder, Cumbia sobre el río y Aunque no sea conmigo.
El escritor y periodista Carlos Monsiváis realizaría la nota del librillo de Barrio Bravo reifiréndose a Celso Piña como "un fenómeno social como bien dicen, y un fenómeno musical como bien se oye (...) Celso Piña es un conductor de tribus, si viviese en tiempos medievales, sería considerado acordeonista de Hamelín". Barrio Bravo abrió la puerta a mayores interacciones entre grupos de rock y de música tropical de México y a que Piña se presentara con regularidad en festivales y conciertos de rock.
Para 2002 Celso Piña publicó Mundo colombia, en el cual colaboraron artistas como Julieta Venegas, Flaco Jiménez, Alejandro Marcovich, Alejandro Rosso y de nueva cuenta Blanquito Man y "El queso" Bronsman, producido por Julián Villarreal, Alfonso Herrera y Toy Selectah.
En 2003 tocó en un concierto en Monterrey al que acudió Gabriel García Márquez con el cual desde entonces trabó amistad. En 2007 fue homenajeado por la asociación "Colombia tierra querida" compuesta por colombianos radicados en Monterrey como "ícono de la cultura colombiana". Paradójicamente Celso Piña se presentó en Colombia por primera vez en 2010, en donde fue recibido por sus grandes influencias, Aníbal Velázquez y Alfredo Gutiérrez.
Celso Piña se presentó durante su carrera en diversos países de América, Europa, África y Asia. Semanas antes de su fallecimiento había hecho una gira por Londres, París y Berlín y se aprestaba a dar una gira por los Estados Unidos.

## Fallecimiento y homenajes
Falleció el 21 de agosto de 2019 en Monterrey tras haber sufrido un infarto al corazón: luego de sentir malestares y entrar por su propio pie al hospital San Vicente donde falleció. Posteriormente sus restos fueron incinerados en la intimidad y sus cenizas fueron arrojadas al mar. 
En su memoria se ofició una misa de cuerpo presente en la Basílica de Guadalupe de la colonia Independencia, donde fue homenajeado por cientos de seguidores. Luego, sus restos dieron un último recorrido por la misma colonia. Fue homenajeado con un concierto multitudinario en la Macroplaza de Monterrey el 28 de agosto de 2019. En dicho concierto se presentaron grupos como El Gran Silencio, Inspector, Los Siriguayos, Kombolocos, Los Kumbiamberos Rs, entre otros.
Una serie de murales con su imagen fueron hechos en la colonia Independencia. El gobierno de Monterrey analiza nombrar una calle de esa ciudad como Celso Piña.

## Discografía
- Si mañana (1983)
- 10 éxitos (la manda) (1984)
- Tú y las nubes (1989)
- Noche de estrellas (1991)
- Dile (1996)
- Vuelve a la carga (1998)
- Una aventura más (1999)
- Antología de un rebelde (2000)
- Mis primeras grabaciones (2001)
- Barrio bravo (2001)
- Trayectoria (2002)
- Rebelde (2002)
- Mundo Colombia (2002)
- Pachanguero (2002)
- Desde Colombia (2002)
- Super Seis (2004)
- Una Visión (2003)
- El Canto de un Rebelde para un ... (2004)
- México y su Música (2005)
- 20 Grandes Éxitos (2005)
- Línea de Oro (2006)
- Cumbia de la Paz (2006)
- Guadalupe Ft.Cartel de Santa (2006)
- 12 Grandes Éxitos Vol.1 (2007)
- 12 Grandes Éxitos Vol.2 (2007)
- Cumbia sobre el río (2009)
- Sin Fecha De Caducidad (2009)
- Celso Piña - Zona Preferente: En Vivo desde el Auditorio Nacional (2012)
- Aquí Presente Compa (2014)
- Música es Música con la Orquesta de Baja California (2017)

### Colaboraciones
Luego de la aparición de Barrio Bravo, las colaboraciones con distintos músicos con Celso Piña se multiplicaron.
- 2003 - ¿Qué Te He Hecho Yo? - para el álbum Tributo a Hombres G
- 2003 - Oye Cantinero - para el álbum El Tri Buto
- 2004 - Las Nachas - a dueto con Banda Machos
- 2006 - Sufran con lo que yo gozo - a dueto con Gloria Trevi
- 2009 - El Pescador - a dueto con Lila Downs
- 2010 - Un Pedacito de Ti - a dueto con Benny Ibarra
- 2011 - Zapata se queda - a dueto con Lila Downs y Totó la Momposina
- 2011 - El Año Viejo - a dueto con  Inspector
- 2013 - Cumbia del Acordeón - a dueto con Los Ángeles Azules
- 2014 - Loco - a dueto con  Pesado
- 2016 - Calaveritas - a dueto con Ana Tijoux
- 2016 - Cielo Abierto - con otros artistas
- 2016 - Sobra Corazón - a dueto con  Pato Machete
- 2018 - El Jinete - para el álbum Un Mundo Raro: Las Canciones de José Alfredo Jiménez
- 2018 - A La Luz de La Luna - a dueto con  Ladrón y otros artistas
- 2018 - Pégale Papá y Suave y Sabroso - a dueto con Los Plebeyos
- 2019 - Qué Chula mi ciudad - a dueto con Gera MX
- 2019 - Noa Noa - a dueto con Georgel, Esteman, Raymix y Instituto Mexicano del Sonido

### Documentales
- Celso Piña: el rebelde del acordeón (2012). Director: Alfredo Marrón Santander, País: México, Duración: 76 minutos, producido por Canal Once. En este documental se indaga el surgimiento de los sonideros y la gran popularidad de la cumbia colombiana en «La Indepe», el barrio bravo de Monterrey en el que Celso creció y donde fue el primero en interpretarla en vivo en bailes y fiestas familiares hasta llegar a una fusión de ritmos que incluso puso a bailar al mismísimo Premio Nobel, Gabriel García Márquez.[36]